# Cerro Colorado (San Luis)
Cerro Colorado es un barrio ubicado en la ciudad de Juana Koslay, Departamento Juan Martín de Pueyrredón, provincia de San Luis, Argentina. Se encuentra unos km al este de la ciudad de San Luis.

## Población
Contaba con 790 habitantes (Indec, 2001). Forma parte del componente Juana Koslay que cuenta con 12,467 habitantes (Indec, 2010) que integra la metrópolis del Gran San Luis.

## Cerro de la Cruz o Punta de los Venados
Cerro de la Cruz o Punta de los Venados, distinguiéndose dentro del paisaje por sus 700 metros de altura, el Cerro de la Cruz es uno de los atractivos naturales que ostenta la localidad de Juana Koslay. Sobre la cima, una gran cruz de madera indica el punto máximo de la colina. Desde arriba pueden observarse las panorámicas de la Ciudad de San Luis y la ciudad de La Punta, hacia el oeste. Desde allí mismo, los cerros volcánicos de la zona de La Carolina y El Morro se contemplan al mirar los paisajes del oriente. El recorrido por allí es una experiencia de aventura imperdible.

## Plazoleta del Mercosur
Plazoleta del Mercosur , sobre el kilómetro 13 de la Avenida Presidente Juan Domingo Perón se encuentra este espacio que fue construido en el año 1996 y reinaugurado recientemente con el propósito de resignificar los distintos ambientes de la localidad. El monumento homenajea la visita de seis presidentes latinoamericanos a la provincia de San Luis a mediados de la década del 90. Por estos días constituye uno de los lugares más vistosos y llamativos de Juana Koslay, brindando un grato paseo por el predio para sus habitantes y los turistas que deseen visitarlo.